# یواس‌اس گرچن (اس‌پی-۴۲۳)
یواس‌اس گرچن (اس‌پی-۴۲۳) (به انگلیسی: USS Gretchen (SP-423)) یک کشتی بود که طول آن ۸۶ فوت (۲۶ متر) بود.